# 바흐탄고프 극장

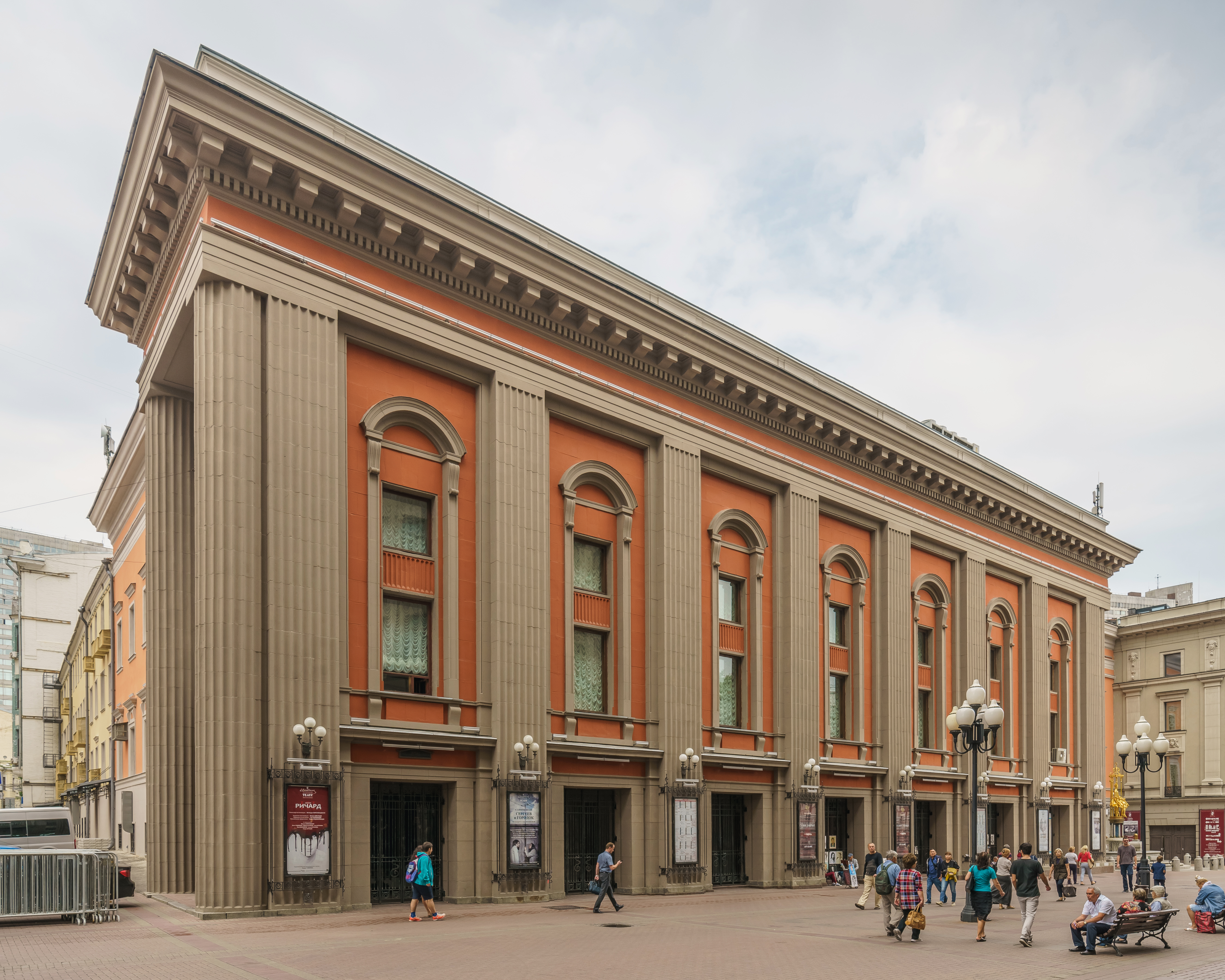

바흐탄고프 극장(러시아어: Госуда́рственный академи́ческий теа́тр им. Е. Вахта́нгова)은 스타니슬랍스키의 제자이며 그 시스템의 협력자였던 바흐탄고프를 지도자로 하여 1921년에 창립된 러시아의 극장이다. 옛날엔 예술극장 제3연구극장(The Third Studio)으로 불리고 있었다. 
창설자가 남긴 명연출 <투란도트 공주>에 의해 이 극장은 러시아 제1선의 극장이 되었고, 그가 죽은 후에는 재능있는 제자들의 단결과 협력으로 훌륭한 성장을 이루어, 오늘날엔 말리 극장이나 모스크바 예술극장에 뒤지지 않는 애호가와 지지자를 가지고 있다. 등장인물의 감정의 진실을 엄하게 추구하는 반면, 연극의 축제성이나 외면적 형식을 소홀히 하지 않는 창립자의 이념을 최상의 모토로 삼고 있다. 현재의 상연목록으로는 톨스토이, 도스토옙스키 등의 고전과 함께 많은 현대작가의 작품도 채택되고 있으며, 그 무대도 원숙성을 보이고 있다. 건물은 독소 전쟁 때의 폭격으로 파괴되었으나 재건되었다. 좌석은 1,057석이다. 

## 참고 자료
- 이 문서에는 다음커뮤니케이션(현 카카오)에서 GFDL 또는 CC-SA 라이선스로 배포한 글로벌 세계대백과사전의 내용을 기초로 작성된 글이 포함되어 있습니다.